# Brassemer cendré
Tachyeres pteneres
Espèce
Statut de conservation UICN

 LC  : Préoccupation mineure
Le Brassemer cendré (Tachyeres pteneres) est une espèce d'oiseaux appartenant à la famille des Anatidae.

## Nomenclature
Il est souvent appelé « Canard-vapeur », car comme il ne peut décoller, il brasse alors l'eau de ses deux ailes pour se propulser, rappelant le mouvement des roues à aubes des navires vapeurs. Il est appelé Quetro austral en espagnol ou plus communément Pato vapor, localement (au Chili et en Argentine) et Flightless steamer duck (voire Steamer duck), en anglais.

## Description

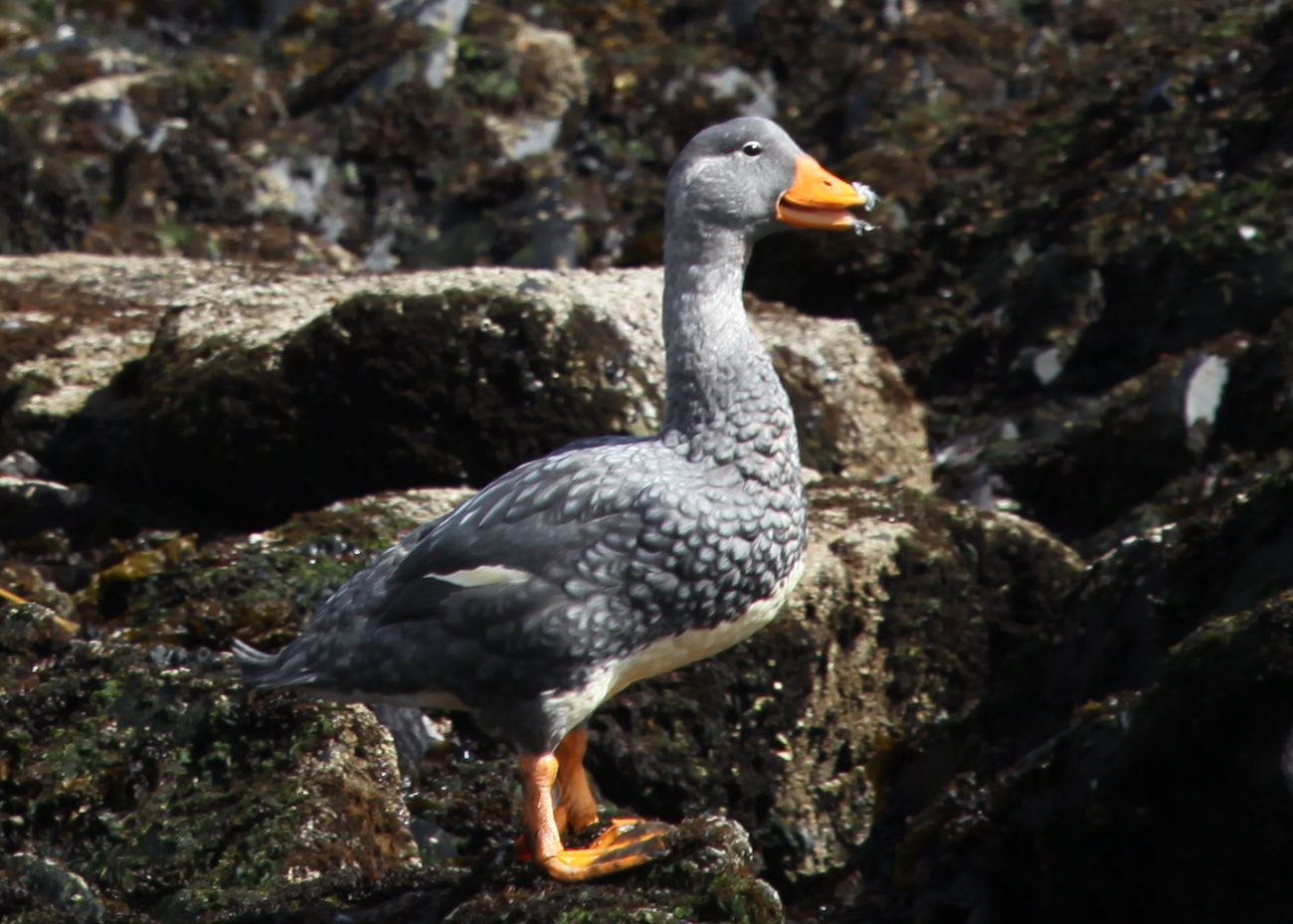
un brassemer cendré (canal Beagle)

Ce brassemer mesure entre 74 et 84 cm, le plumage est uniformément gris sauf le dessous qui est blanc. Les pattes sont jaunes et le bec orange.
Le Brassemer cendré est incapable de voler.

## Habitat
On rencontre cette espèce principalement en Terre de Feu, mais aussi le long de la côte ouest de Patagonie.

## Biologie
Cette espèce vit en couples ou en familles. Il se nourrit en plongeant, dans les champs d'algues.
Le nid est placé dans un buisson près de l'eau.

## Populations
La population est comprise entre 10 000 et 100 000 individus, l'espèce n'est pas menacée.